# Strida

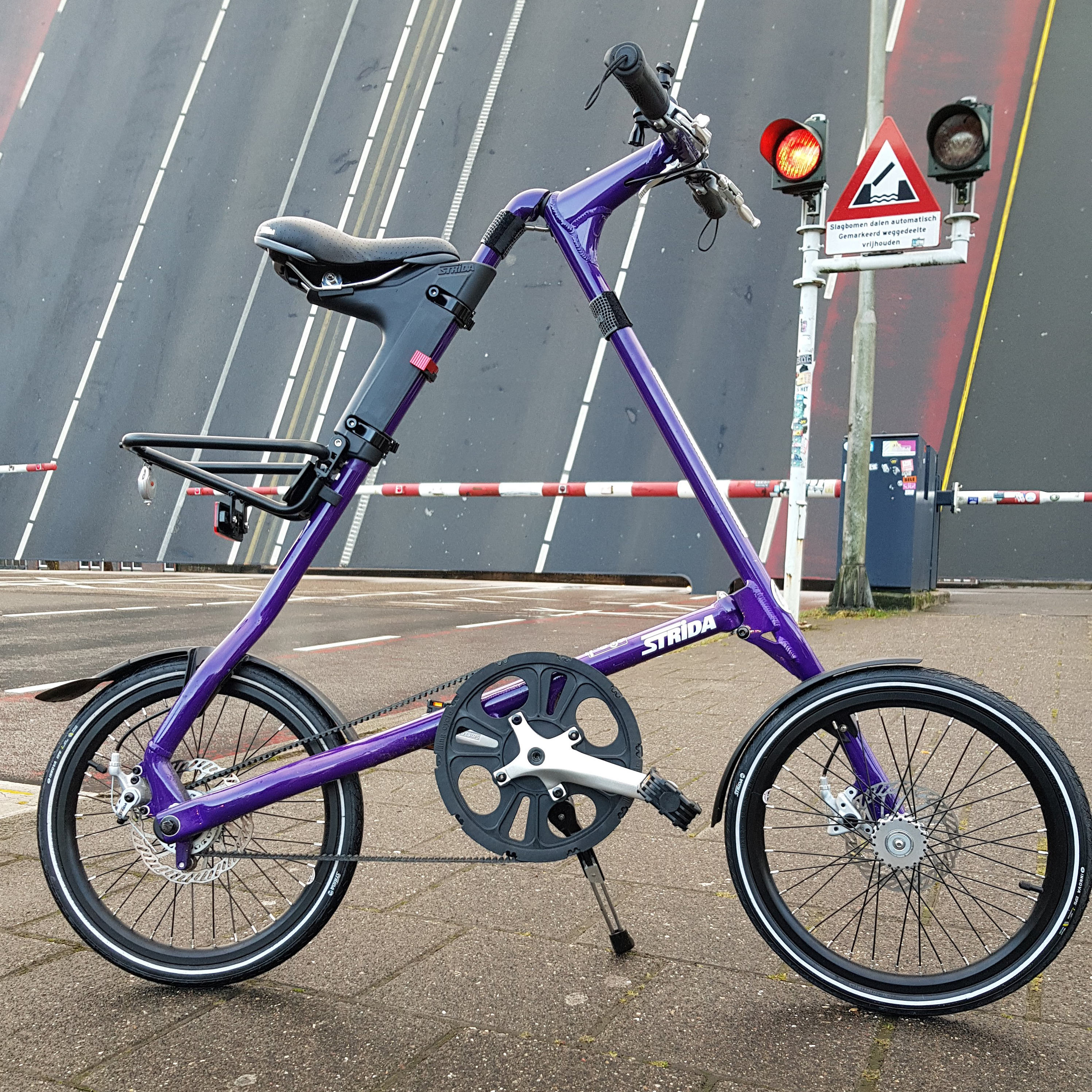
Een SX model met 18 inch wielen

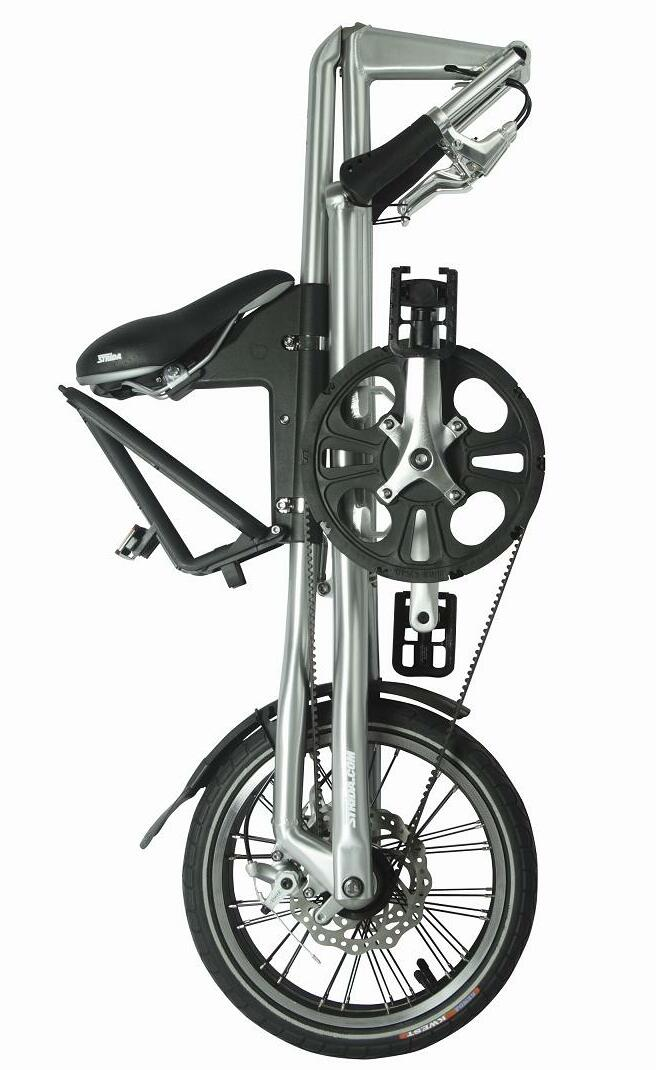
Strida ingeklapt

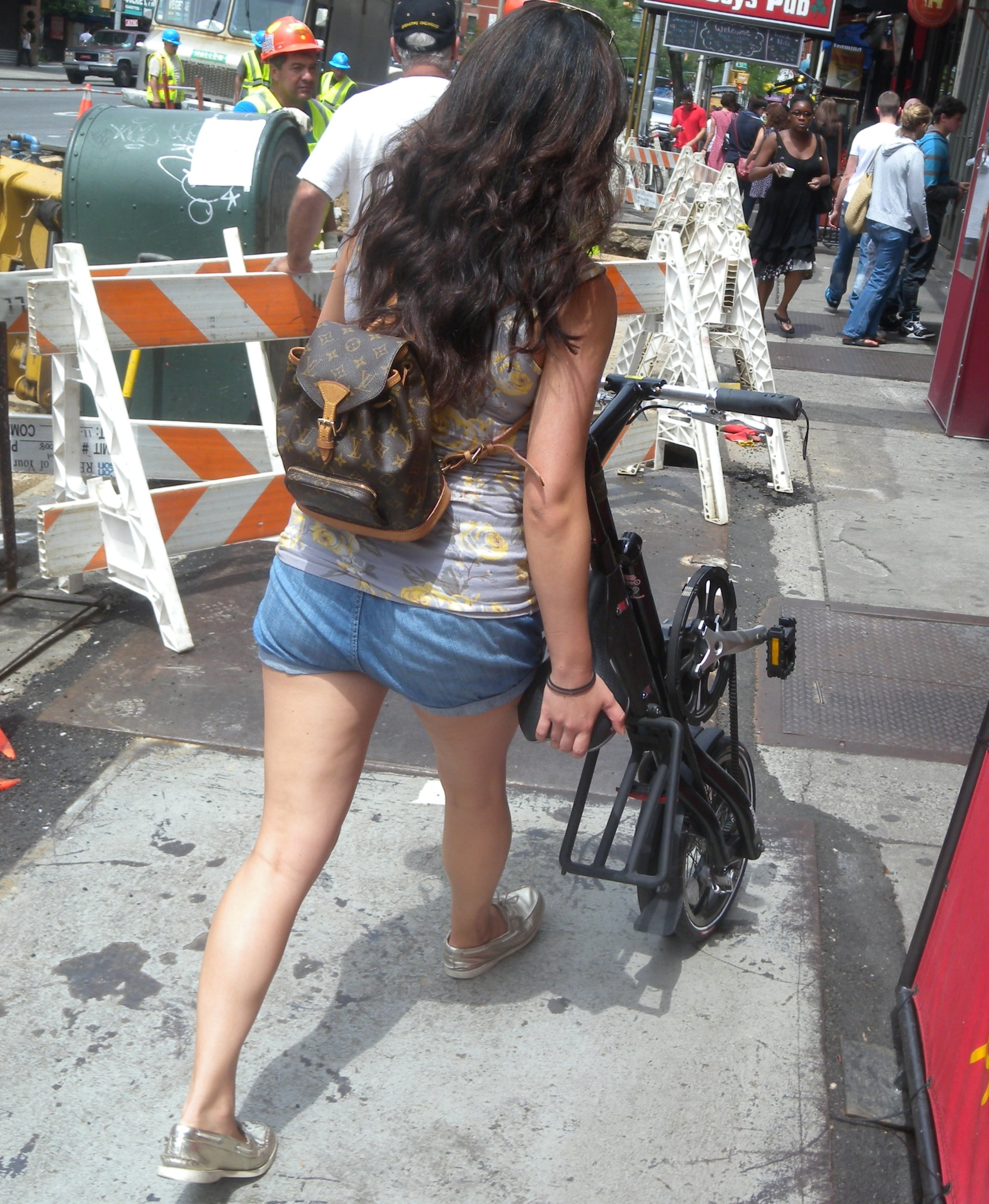
De gevouwen fiets - een soort "wandelstok op wielen".

Strida is een draagbare riemaangedreven vouwfiets met een opvallend 'A'-vormig opvouwbaar frame, ontworpen door de Britse ingenieur en ontwerper Mark Sanders. Het eerste model, Strida 1, werd uitgebracht in 1987. Daarna is de Strida 2 en 3 geproduceerd. Op dit moment bestaat het assortiment uit LT, SX, EVO 3S, S30X en de C1.

## Voordelen
De Strida kan worden opgevouwen tot een "wandelstok op wielen" die kan worden voortgeduwd, net als een opgevouwen kinderwagen. Dit vouwconcept vormde de inspiratie voor het ontwerp.
Andere kenmerken zijn:
- een vetloze kevlar-aandrijfriem die de traditionele kettingaandrijving vervangt om rommel te voorkomen (zie fiets met riemaandrijving )
- minimalistisch ontwerp ( 1 verzet, of 3 versnelling geïntegreerd in de trapas, aluminium driehoekig frame)
- onderhoudsarme remmen (schijfremmen op de Strida 5 en latere versies)
- Vouwbaar stuur
- 16-inch wielen en 18-inch wielen.

## Nadelen
De enkelzijdige wielbevestigingen en riemaandrijving bemoeilijken de montage van tandwielen (bijv. dérailleur of naafversnelling) vergeleken bij kettingaangedreven fietsen met conventionele vorken. Geïntegreerde versnellingen in de trapas omzeilt dit probleem.

## Geschiedenis
De Strida was het afstudeerproject voor de masteropleiding van Mark Sanders van 1983 tot 1985 aan het Imperial College London en het Royal College of Art. De faculteit, IDE, (Industrial Design Engineering, nu Innovation Design Engineering genaamd ) was een gezamenlijke opleiding van beide instellingen voor afgestudeerden ingenieurs om zich te specialiseren in het combineren van creatieve ingenieurswetenschappen met creatief industrieel ontwerp. Het project is gedetailleerd vastgelegd in de masterproef. Het doel van het project was om fietsen en vooral vouwfietsen te vereenvoudigen. Het werd geïnspireerd door de Maclaren-kinderwagen die in een dunne vorm vouwt, met de wielen aan elkaar aan het einde, zodat deze kan worden gerold in plaats van te worden gedragen.
In 1985 gaf Industrial Property Rights Ltd (gerund door James Marshall, voormalig manager van golfer Greg Norman ) een licentie voor het ontwerp. De naam 'Strida' werd voorgesteld door de 8-jarige zoon van een van de bedrijfsdirecteuren; dit werd overgenomen omdat het de voorkeur had boven de suggestie 'Blake' van een PR-adviesbureau. De productie van de Strida 1 begon in 1986, oorspronkelijk in Springburn, Glasgow. De Strida werd in 1987 gelanceerd in Harrods, Londen. Ongeveer 3.000 Strida 1's werden gemaakt in Glasgow - deze zijn te herkennen aan een gelast stalen rek, later vervangen door een nylon spuitgietrek, dat nog in productie is.
In 1988 verhuisde de productie naar Long Eaton in Nottingham (nabij de fabriek van Raleigh Bicycle Company, die in de tijd achteruitging). Sturmey-Archer ontwikkelde een aan de voorzijde gemonteerde versnelling met 2 versnellingen waarvan het prototype en de test zijn gemaakt, maar die nooit in productie is genomen. De Strida won alle drie de UK Cyclex Bicycle Innovation Awards in 1988 (Best New Product, Most Innovative, Best British Design). Ongeveer 17.000 Strida 1's werden gemaakt in Nottingham. De meeste werden verkocht in Japan en het VK, met kleinere hoeveelheden in de VS, Australië en Duitsland.
In 1991 verhuisde de productie naar Casa Hipolito, een Portugese fabrikant. Op dit moment ontwikkelde Strida Ltd. een kinderwagen als tweede product.
Tegen 1992 waren 25.000 Strida 1's geproduceerd.
In 1993 beheerde de British Technology Group BTG, een bedrijf dat medische innovaties en andere Britse technologie in licentie geeft en commercialiseert, de rechten op Strida tot 1995.
In 1997 kocht Roland Plastics, een Britse onderneming, de rechten om Strida te produceren en verhuisde de productie terug naar de Wickham-markt in het VK. Het bracht de Strida 2 een jaar later uit.
In 2000 won de Strida de jaarlijkse Design Award van ID Magazine, de Pittman Award van Sail Magazine voor innovatie en veiligheid en de Millennium product Award van de British Design Council. Steedman Bass, uit Boston, VS, kocht de rechten om de Strida te produceren. Met Mark Sanders begon Bass met de ontwikkeling van de Strida 3 zoals beschreven door de Open University-cursus 'Deign and esigning' (T211).
In 2002 heeft Bass de productie verplaatst naar de Taiwanese fabrikant Ming Cycle om aan de toegenomen vraag te voldoen. Strida 3 werd gelanceerd, met een inaugurele verzending van 2000 eenheden naar Italië. Ming begon met het opzetten van distributeurschappen in Korea, Japan, Nederland, Frankrijk en de VS. De ontwikkeling van de Strida 5 begon.
In mei 2003 publiceerde de krant The Daily Mail een artikel waarin burggraaf Linley op een Strida 3 reed.
In maart 2006 nam Ming Cycle het eigendom van Strida-rechten over.
In november 2006 verscheen een Strida 3 in het Britse televisieprogramma The Gadget Show, naast de Sinclair A-Bike.
In 2007 won de Strida 5 een designprijs op de Taipei International Bike Show.
Een versnellingsoptie met 2 versnellingen is in 2009 toegevoegd, gebaseerd op de kabelloze, Schlumpf-voorwielaangedreven epicyclische versnelling.
Sinds de Strida 5 biedt het merk de optie voor modellen met 16 (LT modellen) en 18 inch wielen, heeft het ontwerp schijfremmen, excentrische riemspanner, spaakwielen en hogedrukbanden.

## Serie
De Strida is gemaakt door Ming Cycle in Taiwan. Er was een patent dat vanaf het begin van Strida 1 gold. De Amerikaanse versie van dit patent is in 1986 ingediend en is in 2006 verlopen, wat betekent dat alleen het mechanisme dat in Strida 1 en 2 van het product wordt gebruikt, nu openbaar is. Verschillende andere aspecten van de nieuwste Strida 3 tot 5.x-versies zijn momenteel beschermd door patenten in verschillende landen, waaronder het inklapbare stuursysteem US7243573, naaf en vergrendelingssysteem US7367632, voorste scharniersysteem US7681900, met andere patenten aangevraagd. De patenten, handelsmerken, auteursrechten en andere IP zijn eigendom van Ming Cycle, Taiwan. Sommige componenten van de Series 3 tot Series 5 en verder zijn uitwisselbaar, maar andere belangrijke componenten en subeenheden niet. Serie 5 en later hebben een vrijloop gemonteerd in de conventionele positie op het achterwiel. Een alternatief opvouwbaar stuur dat meer knieruimte geeft voor de langere rijder is beschikbaar evenals andere uitbreidingen; deze kunnen achteraf worden gemonteerd.
- Strida 1
- Strida 2
  - Strida 2.5 (met inklapbaar stuur)
- Strida 3
  - Strida 3.2 (smeerlager om slippen van de aandrijfriem te voorkomen)
  - Strida 3.3 (spaakwielen)
- Strida 5
  - Strida Special Edition
  - Strida Elite-editie
- Strida Mini / Strida 4 (voor kleinere rijders) - niet meer in productie.
- Strida SX (met 18 "wielen, met verbeterde 10 kg aluminium rek en sneller verstelbare zadelhouder.
- Strida SD (versie met 2 snelheden)
  - Strida MAS (Mark Sanders Special Edition)[17][18]
- Strida LT (met glasvezelversterkte nylon wielen)
- Strida EVO (3-speed versie met Sturmey Archer terugslag trapas, beschikbaar in 16 "en 18" versies.)